# これが世紀の珍実験
これが世紀の珍実験（これがせいきのちんじっけん）は、毎日放送（MBS）で1989年2月から3月まで放送されたサイエンスバラエティ番組。IVSテレビ制作が制作した。

## 放送時間
火曜日19:00-19:30（30分）

## 概要
珍実験を対戦形式で紹介する番組。「おでかけ小町組」が視聴率不振で打ち切られた為、穴埋め番組として放送された。
オープニングは小林大作の「人類の歴史、言うなれば実験の繰り返してある。言うならばここに人類の歴史が刻まれている。我々はここに結集した！人類の明日（あす）の為に！」のナレーションで始まる。

## 出演
- 司会:近藤光史（当時MBSアナウンサー）・東ちづる・ガダルカナル・タカ
- パネラー：小林大作（オープニングナレーションも担当）他

| 毎日放送 火曜19時台前半ローカル枠 | 毎日放送 火曜19時台前半ローカル枠 | 毎日放送 火曜19時台前半ローカル枠 |
| 前番組                            | 番組名                            | 次番組                            |
| --------------------------------- | --------------------------------- | --------------------------------- |
| おでかけ小町組                    | これが世紀の珍実験                | あっ!鶴瓶のあの日に帰り道         |